# Fijador de nivel
Una de las aplicaciones prácticas de los diodos semiconductores son los llamados fijadores de nivel o restauradores de componente continua.
Estos circuitos basan su funcionamiento en la acción del diodo, pero al contrario que los limitadores no modificarán la forma de onda de la entrada, es decir su voltaje o tipo de corriente eléctrica, sino que le añaden a esta un determinado nivel de corriente continua. Esto puede ser necesario cuando las variaciones de corriente alterna deben producirse en torno a un nivel concreto  de corriente continua.

## Tipos
Existen cuatro tipos básicos:
Fijador positivo: hace que el menor nivel alcanzado por la señal sea 0, fijando el nivel de referencia en un valor positivo.
Fijador negativo: el mayor nivel alcanzado es 0 ,en otras palabras desplaza el nivel de referencia hacia un valor menor que 0.
Fijador positivo polarizado: añade el efecto de la polarización de una batería pudiendo ser de dos tipos, según la disposición de la fuente de polarización.
- 1) Polarizado positivo: desplaza la señal hacia niveles positivos, permaneciendo la salida incluso en sus valores más bajos por encima de 0.

- 2) Polarizado negativo: desplaza la señal hacia un nivel más positivo, pero parte del semiciclo negativo de  la señal de entrada Vi sigue teniendo valores negativos.

Fijador negativo polarizado:se diferencia del polarizado positivo en la inversión del diodo; existen dos tipos igualmente, polarizado positivo y polarizado negativo. Ahora en ambos casos el desplazamiento es hacia valores negativos.